# Frederick William Borden
Sir Frederick William Borden KCMG PC (* 14. Mai 1847 in Cornwallis, Nova Scotia; † 6. Januar 1917) war ein kanadischer Politiker der Liberalen Partei Kanadas, der mit Unterbrechungen mehr als 32 Jahre lang Mitglied des Unterhauses sowie zwischen 1896 und 1911 Minister für Miliz und Verteidigung im 8. kanadischen Kabinetts von Premierminister Wilfrid Laurier war.

## Leben
Borden absolvierte nach dem Schulbesuch zunächst ein grundständiges Studium am University of King’s College in Windsor, das er mit einem Bachelor of Arts (B.A.) abschloss. Ein darauf folgendes Studium der Medizin an der Harvard Medical School beendete er mit einem Doktor der Medizin (M.D.) und begann 1869 eine Tätigkeit als Militärarzt beim 68. Bataillon.
Als Kandidat der Liberalen Partei wurde er bei der Wahl vom 22. Januar 1874 erstmals zum Mitglied des Unterhauses gewählt und vertrat dort bis zu seiner Niederlage bei der Unterhauswahl am 20. Juni 1882 den in Nova Scotia gelegenen Wahlkreis Kings. Danach war er wieder als Militärarzt tätig und wurde bei der Wahl vom 22. Februar 1887 im Wahlkreis Kings wiedergewählt und gewann dieses Mandat auch bei der darauf folgenden Wahl vom 5. März 1891, wobei diese Wahl wegen einer Wahlanfechtung bei einer Nachwahl am 13. Februar 1892 wiederholt wurde. Nach seiner erneuten Wiederwahl gehörte er dem Unterhaus schließlich bis zu seiner Niederlage bei der Unterhauswahl am 21. September 1911 an.
Am 13. Juli 1896 wurde Borden, der 1893 Oberstleutnant im militärärztlichen Dienst des Royal Canadian Armoured Corps (RCAC) von Premierminister Wilfrid Laurier als Minister für Miliz und Verteidigung in das 8. kanadische Kabinett berufen und gehörte diesem mehr als 15 Jahre lang bis zum Ende von Lauriers Amtszeit am 6. Oktober 1911 an. Am 1. August 1901 wurde er Ehrenoberst des King’s Own Calgary Regiment des Royal Canadian Armoured Corps sowie des Canadian Army Medical Corps. Er wurde für seine Verdienste auch zum Knight Commander des Order of St. Michael and St. George (KCMG) geschlagen wurde und führte fortan den Namenszusatz „Sir“.